# Orientalische Rauke
Die Orientalische Rauke (Sisymbrium orientale), auch Östliche Rauke genannt, ist eine Pflanzenart aus der Gattung Rauken (Sisymbrium) innerhalb der Familie der Kreuzblütengewächse (Brassicaceae).

## Beschreibung

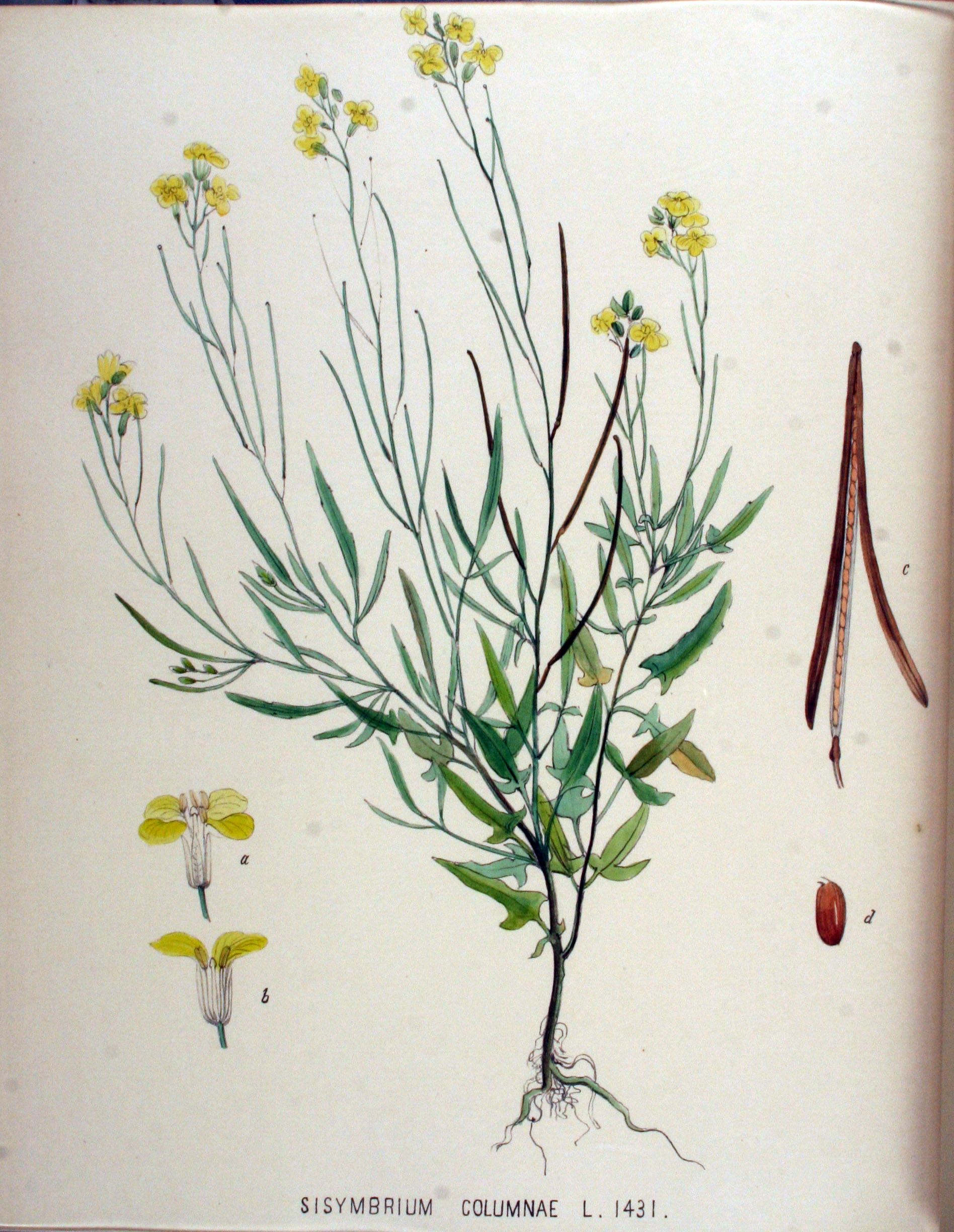
Illustration aus Flora Batava, Volume 18

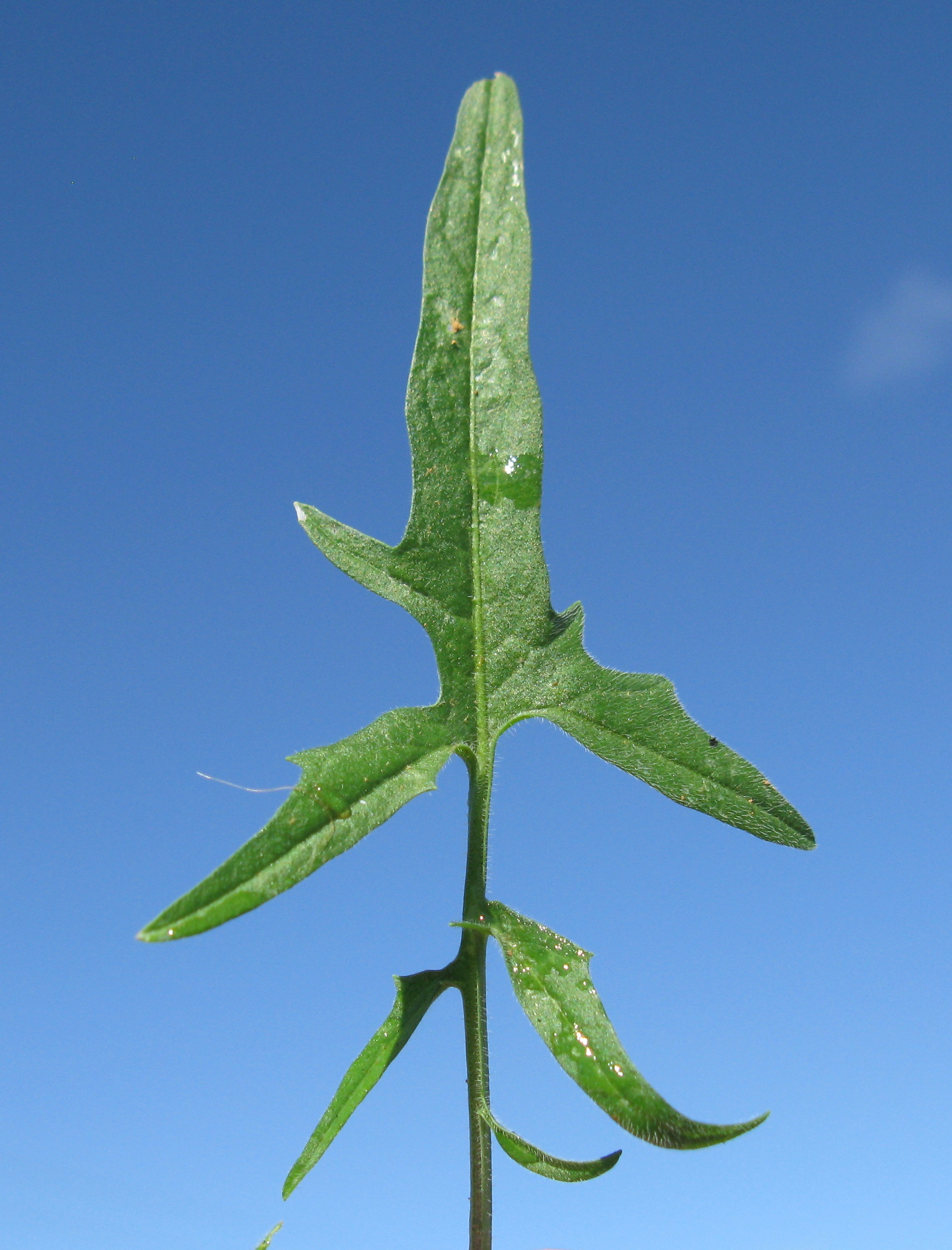
Stängelblatt mit oft rückwärts gerichteten Zipfeln

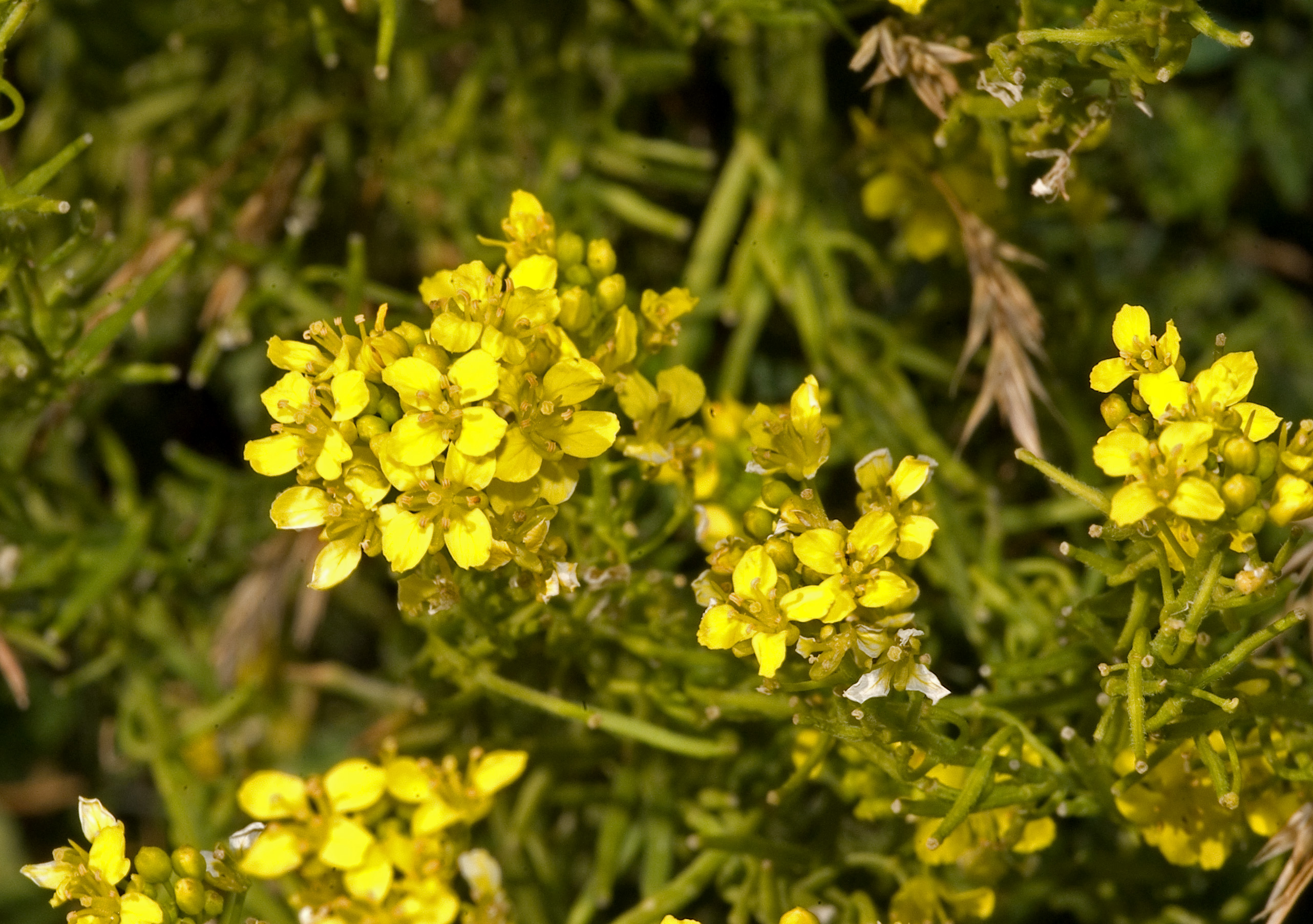
Blütenstände

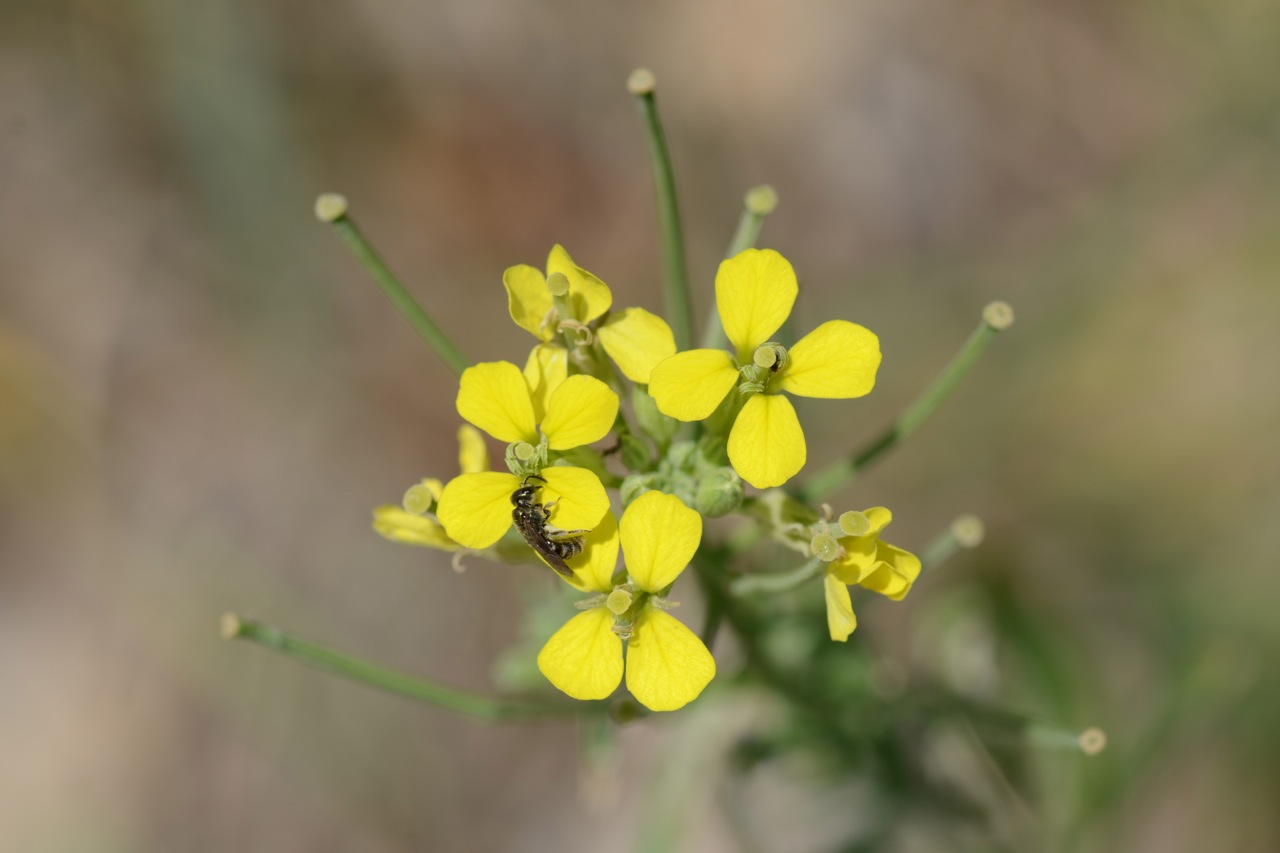
Blüten und Früchte

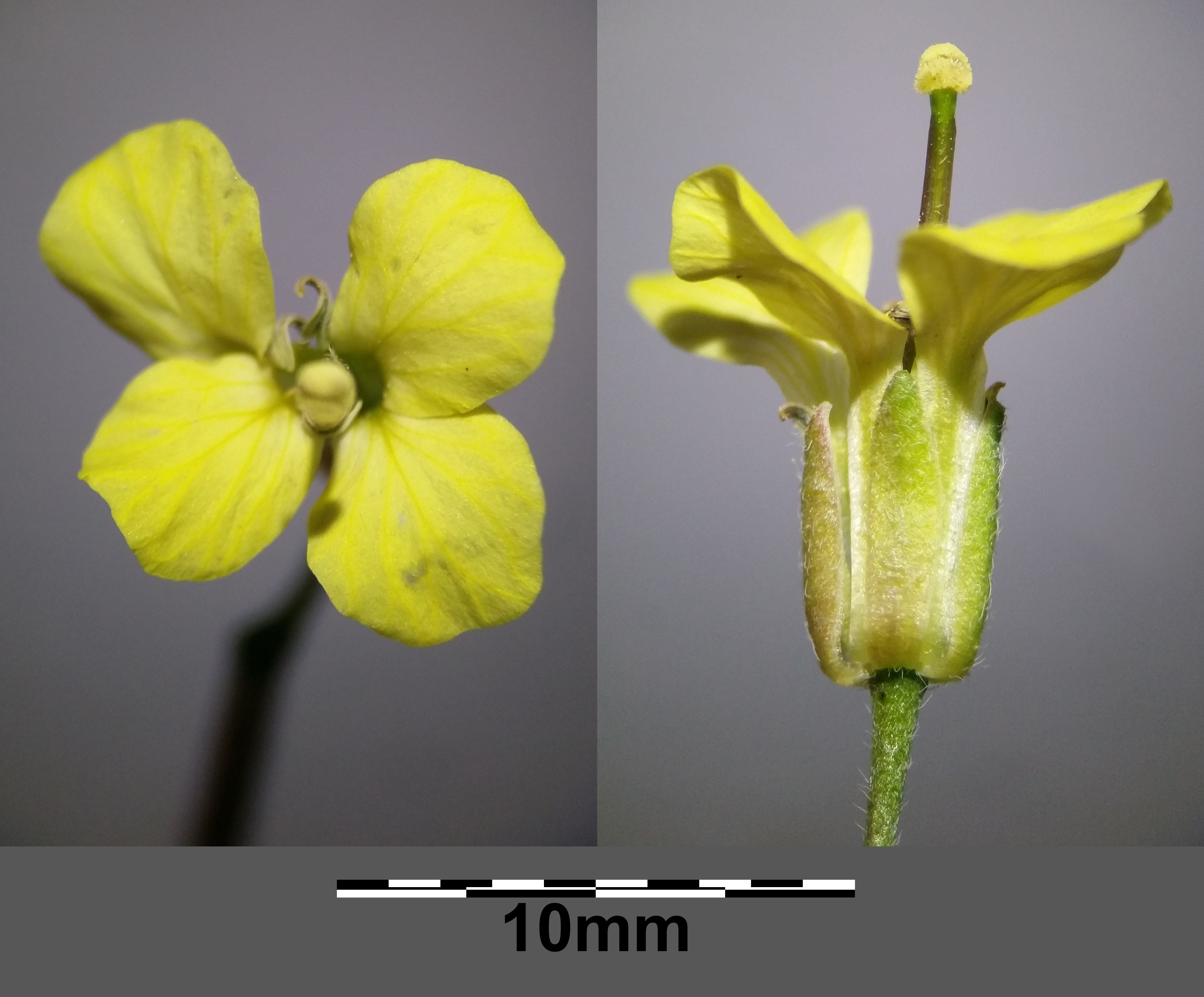
Blüte im Detail, gut zu erkennen sind Blütenkelch und -krone

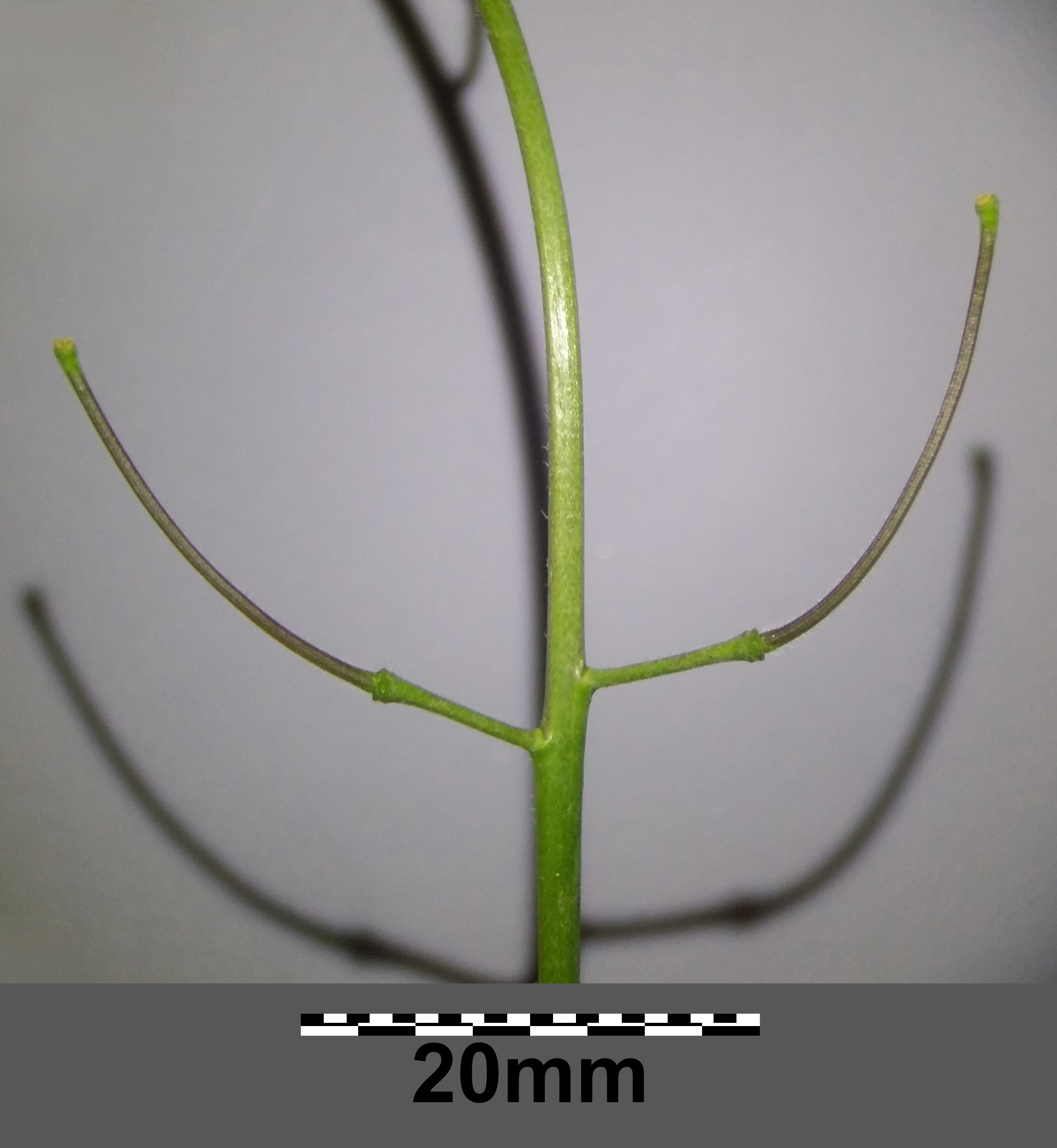
Ausschnitt eines Fruchtstandes mit den dünnen Schoten

### Vegetative Merkmale
Die Orientalische Rauke ist eine ein- oder zweijährige krautige Pflanze, die Wuchshöhen von meist 40 bis 60 (30 bis 80) Zentimetern erreicht. Die oberirdischen Pflanzenteile sind grau behaart (Indument). Der aufrechte und im oberen Bereich meist verzweigte Stängel ist im unteren Bereich weich behaart und bis in den oberen Bereich mit abstehenden etwa 1 Millimeter langen, weichen Trichomen bedeckt.
Die Laubblätter an einem Exemplar können sehr unterschiedlich sein. Die Grundblätter sind ungeteilt. Die unterer Stängelblätter sind gestielt, fiederschnittig, mit unregelmäßigen Seitenabschnitten und großem Endabschnitt. Die oberen Stängelblätter sind gestielt und dreiteilig-spießförmig bis ungeteilt. Die unteren und mittleren Stängelblätter sind schrotsägeförmig fiederspaltig mit jederseits zwei bis vier Blattabschnitten, ihr Endabschnitt ist meist dreieckig-spießförmig. Die Seitenabschnittte sind oft schmal und rückwärts gerichtet.

### Generative Merkmale
Die Blütezeit reicht von Juni bis Juli. Der anfangs schirmtraubige, durch Streckung der Blütenstandsachse später traubige Blütenstand enthält viele Blüten. Es sind keine Tragblätter vorhanden.
Die zwittrige Blüte ist radiärsymmetrisch und vierzählig mit doppelter Blütenhülle. Die vier aufrechten Kelchblätter sind bei einer Länge von 3,5 bis 5,5 Millimetern elliptisch und nicht gehörnt. Die blassgelben, verwelkt weißen Kronblätter sind mit einer Länge von meist 8 bis 9 (6 bis 10) Millimetern etwa doppelt so lang wie die Kelchblätter und 2,5 bis 4 Millimeter breit; ihr Nagel ist 3 bis 5,5 Millimeter lang. Die Staubbeutel sind 1,5 bis 2 Millimeter lang. Der Griffel ist 1 bis 2, selten bis zu 4 Millimeter lang und meist keulen- oder kreiselförmig verdickt.
Der mit einer Länge von 3 bis 8 Millimetern relativ kurze Fruchtstiel ist zur Reifezeit stark verdickt und fast so dick wie die Frucht; er steht 45 bis 60 Grad vom Stängel ab und ist oft nach außen gebogen. Die Schote ist bei einer Länge von meist 6 bis 10 (4 bis 13) Zentimetern sowie einem Durchmesser von 1 bis 1,5 Millimetern linealisch. Die reifen Schoten öffnen sich mit zwei Fruchtklappen. Die Samen liegen zu meist 80 bis 100 (60 bis 140) einreihig am Rahmen (Replum) in einem Fruchtfach. Die Samen sind bei einer Länge von 1 bis 1,5 Millimetern länglich.

### Chromosomensatz
Die Chromosomengrundzahl beträgt x = 7; es liegt Diploidie mit einer Chromosomenzahl von 2n = 14 vor.

## Ökologie
Bei der Orientalische Rauke handelt es sich um einen sommerannuellen, einjährig-überwinternden oder immergrünen zweijährigen, mesomorphen Therophyten und eine Halbrosettenpflanze.
Blütenökologisch handelt es sich um Scheibenblumen mit halbverborgenem Nektar, die Nektarien befinden sich an der Basis der Staubblätter. Als Belohnung für die Bestäuber ist Nektar vorhanden. Bestäuber sind Syrphiden, Bienen sowie Falter. Die Blüten sind homogam, die männlichen und weiblichen Blütenorgane sind gleichzeitig fertil. Die Bestäubung erfolgt durch Insekten und es findet auch Selbstbestäubung statt. Die Orientalische Rauke ist selbstkompatibel: Selbstbefruchtung führt erfolgreich zum Samenansatz.
Diasporen sind die Samen. Die Diasporen werden durch den Wind (Anemochorie) und durch Autochorie ausgebreitet.

## Vorkommen
Die Orientalische Rauke stammt ursprünglich aus dem Orient. Ihr ursprüngliches Verbreitungsgebiet umfasst etwa Süd- und Mitteleuropa, Nordafrika, West- und Zentralasien, den Kaukasusraum, die Arabische Halbinsel, Indien und Pakistan. Genauer kann das Gebiet aber nicht eingegrenzt werden. Es gibt Fundortangaben für Österreich, Liechtenstein, Frankreich, Korsika, die Balearen, Spanien, Italien, die Slowakei, Tschechien, Ungarn, Serbien, Kosovo, Kroatien, Montenegro, Albanien, Bulgarien, Rumänien, Moldawien, Nordmazedonien, Griechenland, Kreta, Karpathos, Zypern, die Türkei, Israel, Palästina, Jordanien, Libyen, Sinai-Halbinsel, Ägypten, Marokko, Belarus und die Ukraine. Als Neophyt kommt die Orientalische Rauke in Nord- und Südamerika, in Makaronesien, in Ost- sowie Südafrika und im nördlichen Europa vor.
In Mitteleuropa kommt die Orientalische Rauke als Neophyt an trockenen Ruderalstellen wie Wegrändern, Schutt- oder Umschlagplätzen vor. Sie gedeiht auf warmen, trockenen, nährstoffreichen, wenig humosen Lehm- oder Tonböden im wintermilder Klima. Pflanzensoziologisch gehört Sisymbrium orientale in Mitteleuropa in den Verband Sisymbrion, im Mittelmeerraum in den Verband Hordeion.
Die ökologischen Zeigerwerte nach Landolt et al. 2010 sind in der Schweiz: Feuchtezahl F = 2 (mäßig trocken), Lichtzahl L = 4 (hell), Reaktionszahl R = 4 (neutral bis basisch), Temperaturzahl T = 5 (sehr warm-kollin), Nährstoffzahl N = 4 (nährstoffreich), Kontinentalitätszahl K = 2 (subozeanisch).

## Taxonomie
Die gültige Erstveröffentlichung von Sisymbrium orientale erfolgte 1756 durch Carl von Linné in Centuria II Plantarum, S. 24. Das Artepitheton orientale bedeutet „östlich, aus dem Orient“. Ein Synonym für Sisymbrium orientale L. ist Sisymbrium columnae Jacq.; das Artepitheton columnae ehrt den italienischen Botaniker Fabio Colonna (1567–1640), der diese Art 1616 in seinem Werk Ecphrasis als „Rapistrum montanum Irionis folio“ beschrieben und abgebildet hatte. Weitere Synonyme für Sisymbrium orientale L. sind: Brassica subhastata Willd., Sisymbrium subhastatum (Willd.) Hornem., Sisymbrium subhastatum Hornem., Sisymbrium longesiliquosum Willk., Sisymbrium orientale L. subsp. orientale, Sisymbrium orientale L., var. orientale, Sisymbrium orientale var. leiocarpum Halácsy, Hesperis columnae (Jacq.) Kuntze, Hesperis orientalis (L.) Kuntze, Pachypodium columnae (Jacq.) Webb, Sisymbrium costei Foucaud & Rouy, Sisymbrium daghestanicum Vassilcz., Sisymbrium fujianense L.K.Ling, Sisymbrium fujianensis L.G.Lin, Sisymbrium irio var. longicarpum Albo